# Kesselfall (Semriach)
Der Kesselfall ist ein Wasserfall auf dem Gebiet der Gemeinde Semriach in der Steiermark. Er ist Teil der nach ihm benannten und begehbaren Kesselfallklamm und wird vom Rötschbach gespeist.

## Geschichte
Schon 1873 wurde begonnen, einen Fußweg im sogenannten Rötschgraben zum Kesselfall anzulegen. Seinen Namen hat der Wasserfall, der in einer Fallhöhe von 38 Metern in mehreren Stufen hinabstürzt, von den Kesseln (Becken) erhalten. Die Erschließung des Wasserfalls wurde durch zwei Holzstiegen ermöglicht. Ernst von Coelin und der Steirische Gebirgsverein begannen 1904, die gesamte Kesselfallklamm begehbar zu machen. Der Weg erstreckte sich über 600 Meter vom „Alten Sandwirt“ zur „Kerschbaummühle“. Die Anlage wurde am 31. Juli 1904 eröffnet. Eine Marmortafel beim Wasserfall erinnert an das Ereignis.
Im Laufe ihrer Geschichte wurde die Steiganlage in der Klamm durch Hochwässer beschädigt. Ein schweres Unwetter verwüstete im Juli 1975 die Kesselfallklamm und riss große Teile der Anlage weg. Kurze Zeit später war sie wieder aufgebaut. Die Kesselfallklamm wird gegenwärtig vom Österreichischen Alpenverein betreut.
Seit 2003 führt der von den Naturfreunden betreute Grazer Umland-Weg durch die Klamm.